# Новогодняя ночь (мультфильм)
«Новогодняя ночь» — советский рисованный мультипликационный фильм, который сняли в 1948 году режиссёры Ольга Ходатаева и Пётр Носов на киностудии «Союзмультфильм». Первый советский новогодний мультфильм послевоенного времени. Леший здесь служит главным антагонистом в данной истории.
Образ Деда Мороза позаимствован из довоенного мультфильма «Дед Мороз и серый волк».

## Сюжет
Остаются считанные дни до Нового года. Дед Мороз отправляется за ёлкой в лес. Там он встречает Лешего, с которым у них затевается спор, что лучше: ковёр-самолёт или реальный самолёт. В итоге Леший, конечно, проигрывает, так как он отстал от жизни и за это он собственноручно доставляет детишкам самую красивую ёлку с золотистыми шишками.

## Создатели
- Сценарий и постановка Ольги Ходатаевой и Петра Носова
- Стихи Михаила Вольпина
- Художник — Пётр Носов
- Композитор — Григорий Лобачёв
- Оператор — Михаил Друян
- Звукооператор — С. Ренский
- Технический ассистент — К. Апестина
- Ассистент по монтажу — А. Фирсова
- Художники-мультипликаторы: Елена Хлудова, Лидия Резцова, Лев Попов, Николай Фёдоров, Татьяна Фёдорова, Лев Позднеев, Наил Драгунов, Анатолий Бирулин, Лев Жданов, Мстислав Купрач
- Художники декораторы: Н. Верещагина, Н. Холмогорцев
- Директор картины — Н. Цофнас
- Роли озвучивали:

Георгий Милляр — Леший (нет в титрах),
Валентина Сперантова — Новый год (нет в титрах)